# Kamień Pomorski
Kamień Pomorski este un oraș în Polonia.